# Becky Cloonan
Becky Cloonan (Pisa, 23 giugno 1980) è una fumettista statunitense nota per i suoi lavori pubblicati per Tokyopop e l'etichetta Vertigo della DC Comics. Nel 2012 diviene la prima donna ad aver disegnato la testata principale di Batman.

## Biografia

### Formazione
Becky Cloonan si appassiona ai fumetti in tenera età grazie al padre, che era solito leggerle albi di Silver Surfer e dei Fantastici Quattro. Raggiunta la maggiore età, si iscrive alla School of Visual Arts di New York per studiare animazione, abbandonandola nel 2001 per lavorare nel campo dei fumetti.

### Carriera
La sua carriera comincia con la pubblicazione di fumetti indipendenti insieme al collettivo di artisti Meathaus, ottenendo il suo primo incarico di rilievo nel 2003, collaborando con lo scrittore Brian Wood alla miniserie Channel Zero: Jennie One, pubblicata dalla AiT/Planet Lar. Sempre con Wood realizza nel 2004 la miniserie Demo, ottenendo numerosi riconoscimenti, tra cui due candidature agli Eisner Award.
Nel 2006, in collaborazione con lo scrittore Steven T. Seagle, crea la serie American Virgin per l'etichetta Vertigo della DC Comics, conclusasi prematuramente con il numero 23.
Nel 2007 pubblica per la Tokyopop East Coast Rising, il suo primo graphic novel come autrice unica, che gli varrà un'ulteriore candidatura agli Eisner nella categoria miglior nuova serie.
Nel 2012 disegna Ghost in the Machine, storia pubblicata sul numero 12 della serie regolare di Batman durante il reboot The New 52, diventando così la prima donna ad aver disegnato sulla serie regolare del Cavaliere Oscuro.
Nel 2013 disegna, su testi di Shaun Simon e Gerard Way, ex-frontman dei My Chemical Romance, la miniserie I favolosi Killjoys.
Nel 2014 è co-creatrice, scrittrice e cover artist della serie Gotham Academy per DC Comics.
Dal 2015 scrive la serie Southern Cross, pubblicata da Image Comics.
Nel 2016 diviene la scrittrice della serie regolare The Punisher per la Marvel Comics, incarico che mantiene fino al rilancio Marvel Legacy, in occasione del quale diviene la copertinista della serie regolare di Moon Knight.

## Opere
Etichette indipendenti
- Meathaus #6-8 (Meathaus Press, 2002–2006)
- nebuli (con Vasilis Lolos, 2006)
- 5 (con Rafael Grampá, Gabriel Bá, Fábio Moon e Vasilis Lolos, 2007)
- MINIS (raccolta di minicomic, 2007)
- Bury Your Treasure (2008)
- Pixu #1-2 (con Gabriel Bá, Fábio Moon and Vasilis Lolos, 2008)
- By Chance or Providence: Stories by Becky Cloonan (2011)
  - The Mire (2012)
  - Demeter (2013)

Dark Horse Comics
- 9-11 (2002)
- MySpace Dark Horse Presents #16 (2008)
- Buffy the Vampire Slayer: Tales of the Vampires (con Vasilis Lolos, 2009)
- The Guild: Zaboo: "Zaboo's Escape" (con Felicia Day e Sandeep Parikh, 2011)
- Conan il barbaro Vol.2 (con Brian Wood):
- I Favolosi Killjoys #1-6 (con Gerard Way e Shaun Simon, 2013–2014)

DC Comics & Vertigo
- American Virgin (con Steven T. Seagle, 2006–2008)
- Demo Volume II #1-6 (con Brian Wood, 2010)
- Northlanders #35-36 (con Brian Wood, 2011)
- Beyond the Fringe #5-6 (con Jhonen Vasquez, 2012)
- Batman Vol.2 #12: "Ghost in the Machine" (con Scott Snyder, 2012)
- Swamp Thing Vol.5 Annual #1 (con Scott Snyder e Andy Belanger, 2012)
- American Vampire Anthology (2013)
- Harley Quinn Vol.2 #0 (con Amanda Conner e Jimmy Palmiotti, 2014)
- Batman: Black & White Vol.2 #6 (con Olly Moss, 2014)
- Gotham Academy (con Brenden Fletcher, Karl Kerschl, Mingjue Helen Chen, 2014–2016)

Marvel Comics
- Marvel Knights: Strange Tales II #3 (2010)
- Nation X #2 (2010)
- Osborn #5 (con Kelly Sue DeConnick e Emma Ríos, 2011)
- The New Avengers Vol.2 #34 (con Brian Michael Bendis, 2013)
- Young Avengers Vol.2 #15 (con Kieron Gillen, 2014)
- The Punisher Vol.11 (con Steve Dillon, Matt Horak, Laura Braga e Iolanda Zanfardino, 2016–2018)

 Image Comics 
- Flight Volume 2 (con Vasilis Lolos, 2005)
- 24Seven Volume 1 (2006)
- Southern Cross #1-6 (con Andy Belanger, 2015)

Altre pubblicazioni
- Revolving Hammer (con Walter Conley, Cyberosia Publishing, 2002)
- Altered Realities (con Sal Cipriano e Lou Platania, Cactus Fusion, 2003)
- AiT/Planet Lar:
  - Channel Zero: Jennie One (con Brian Wood, 2003)
  - Demo #1-12 (con Brian Wood, 2003–2004)
- Vampirella Comics Magazine #4 (Harris Comics, 2004)
- Hopeless Savages: B-Sides − The Origin of the Dusted Bunnies (con Jen Van Meter, Vera Brosgol e Mike Norton, Oni Press, 2005)
- Bram Stoker's Dracula: The Graphic Novel (con Gary Reed, Puffin Books, 2006)
- Flight Volume 3 (Ballantine Books, 2006)
- Blast! Comics (Giganto Books, 2006)
- East Coast Rising (Tokyopop, 2006)
- K.G.B. (con Hwan Cho, Estrigious, 2009–2010)
- TOME Volume 1
- La guardia dei topi: Leggende Volume 3 #4 (Archaia Entertainment, 2015)

Copertine
- NYC Mech: beta LOVE #4 (Image, 2005)
- The Pirates of Coney Island #1-6 (Image, 2006–2007)
- Hack/Slash Vol.2 #10 (Image, 2011)
- Pigs #4 (Image, 2011)
- Thought Bubble Anthology #1 (Image, 2011)
- B.P.R.D.: Hell on Earth — The Pickens County Horror #1-2 (Dark Horse, 2012)
- Before Watchmen: Minutemen #6 (DC Comics, 2013)
- Zero #1 (Image, 2013)
- Pretty Deadly #1 (Image, 2013)
- Red Sonja Vol.4 #5 (Dynamite Entertainment, 2013)
- Wytches #1 (Image, 2014)
- Drifter #2 (Image, 2014)
- The Wicked + The Divine #5 (Image, 2014)
- Detective Comics Vol.2 #35 (DC Comics, 2014)
- Convergence: Aquaman #1-2 (DC Comics, 2015)
- The Kitchen #1-8 (Vertigo, 2015)
- Rebels #1 (Dark Horse, 2015)
- Southern Bastards #15 (Image, 2016)
- Shade, la ragazza cangiante #1-in corso (Young Animal-DC Comics, 2016–...)